# Чопей Степан Іванович
Степан Іванович Чопей (рос. Степан Иванович Чопей; нар. 18 січня 1946, Кулачківці, Снятинський район, УРСР — пом. 20 березня 1988, Калуш, УРСР) — радянський футболіст, виступав на позиції нападника.

## Клубна кар'єра
Вихованець ДСШ (Делятин), перший тренер — Р. Срібний. На аматорському рівні виступав за «Нафтовик» (Надвірна). Розпочав професіональну кар'єру в 1968 році в армійському клубі СКА (Львів). Наступного сезону став гравцем «Спартака» (Івано-Франківськ), в складі якого відзначився 12-а голами. На початку 1970 року перейшов до київського «Динамо». Дебютував у футболці киян 24 вересня 1970 року в програному (0:1) виїзному поєдинку 27-о туру вищої групи класу А проти московського ЦСКА. Степан вийшов на поле на 78-й хвилині, замінивши Володимира Веремєєва. Проте закріпитися в столичному клубі не зумів й, зігравши 3 матчі (ще 11 поєдинків, в яких відзначився 11-а голами, провів у першості дублерів), повернувся до «Спартака». У 1976 році став найкращим бомбардиром клубу в сезоні — 16 голів. У 1976 році завершив кар'єру футболіста.

## Досягнення

### Клубні
- Клас Б СРСР/Друга ліга чемпіонату СРСР
  -  Чемпіон (2): 1969, 1972

### Особисті
- Рекордсмен «Спартака» (Івано-Франківськ) за кількістю забитих м'ячів протягом сезону: 1975 — 16 голів